# Martín Zapata (futbolista colombiano)
Martín Zapata Viveros (Santander de Quilichao, 28 de octubre de 1970 - Cali, 22 de abril de 2006) fue un futbolista colombiano que se desempeñaba como centrocampista.

## Biografía

### Carrera
Zapata nació en el municipio de Santander de Quilichao, Cauca. Jugó profesionalmente para el Once Caldas entre 1992 y 1995, para el Deportivo Cali de 1995 a 1999, donde ganó el campeonato colombiano en los años 1996 y 1998. También, fue goleador de la Copa Libertadores de 1999.
Para el equipo ecuatoriano Club Sport Emelec en el año 2000 y nuevamente para el Deportivo Cali en 2001.
Con el cuadro de la capital del Valle del Cauca disputó la final de la Copa Libertadores de 1999 contra el Palmeiras de Brasil. En la definición desde los doce pasos, Zapata falló su lanzamiento y el equipo colombiano debió conformarse con el subcampeonato. Fue convocado en cinco oportunidades a la selección nacional de su país, con la que participó en la Copa Oro de la CONCACAF y en la Copa América de 1997.

### Fallecimiento
Fue asesinado en Cali el 22 de abril de 2006. Según el diario El Tiempo, un problema pasional originó el asesinato del futbolista.

## Palmarés

### Campeonatos nacionales
| Título              | Club           | País     | Año     |
| ------------------- | -------------- | -------- | ------- |
| Categoría Primera A | Deportivo Cali | Colombia | 1995-96 |
| Categoría Primera A | Deportivo Cali | Colombia | 1998    |